# 朱慎徳妃
朱慎徳妃（しゅしんとくひ、1109年 - ?）は、北宋の欽宗の側妃。欽宗の仁懐皇后朱氏の従妹で、鄆王趙楷（欽宗の弟）の妃の朱鳳英の従姉。

## 生涯
靖康の変の際、金軍に捕らえられ凌辱された。金が北帰を開始した後の天会5年（1127年）4月1日には、仁懐皇后や欽宗の妹の安徳帝姫らとともに、完顔斜保（粘没喝の次男）に身柄を拘束されていた。道中の宴会において、詩を詠むことを強要され、妹の朱鳳英とともに屈辱的な境遇を嘆く詩を詠んでいる。同年9月6日には、趙謹という男児を産んでいる。時期を考えると欽宗の子ではなく、金軍の将兵からの強姦によって妊娠させられたものだと考えられている。天会9年（1131年）には、また女児を生んでいる。その後の朱慎徳妃の事跡は不明である。

## 伝記資料
- 『靖康稗史箋證』